# فهرست جایزه‌ها و نامزدی‌های فلش
فلش یک مجموعه تلویزیونی ابرقهرمانی آمریکایی است که برای سی دابلیو توسط گرگ برلانتی، اندرو کریزبرگ و جف جانز و براساس شخصیت دی‌سی کامیکس بری آلن / فلش ساخته شده‌است. این مجموعه در ارو ورس قرار دارد و داستانش را با سایر مجموعه‌های تلویزیونی این فرنچایز به اشتراک می‌گذارد و مشتقی از کماندار است. این سریال در تاریخ ۷ اکتبر ۲۰۱۴، به نمایش درآمده و تا هفتمین فصل آن تمدید شده‌است. گرانت گاستین نقش بری را بازی می‌کند، که یک دانشمند صحنه جرم است که سرعت فراانسانی را بدست می‌آورد، و او از قدرتش برای مبارزه با مجرمانی که همچون او توانایی‌های ابرانسانی دارند، استفاده می‌کند.
این سریال کاندیدای جوایز تلویزیونی در مقوله‌های مختلف است که شامل نویسندگی، بازیگری، کارگردانی، تولید، موسیقی و جلوه‌های ویژه می‌شوند. فلش برای جوایز زیادی نامزد شده‌است، که آنها پنج جایزه بی ام آی برای فیلم، تلویزیون و رسانه‌های دیداری (برنده در همه نامزدها)، دو جایزه انجمن هالیوود پست، یک جایزه هوگو، هفده جایزه آی جی آن (با چهار برد)، ده جایزه برگزیده کودکان، شانزده جایزه لیو (با پنج برد)، دو جوایز سینمایی و تلویزیونی ام تی وی، سه جایزه برگزیده مردم (با یک برد)، یک جایزه امی ساعات پربیننده، شانزده جوایز ساترن (با شش برد)، یک جایزه تی سی ای، بیست و هفت جوایز برگزیده نوجوانان (برنده شش جایزه)، یک جایزه <i id="mwOA">راهنمای تلویزیون</i> (برنده) و یک جایزه انجمن جلوه‌های ویژه هستند. گاستین با بیست و هشت نامزد و هفت برد، بیشترین برد و نامزد را دربین دیگر بازیگران برنامه دارد. این نمایش همچنین رکوردهای جهانی را برای "بیشترین تقاضا برای برنامه تلویزیونی ابرقهرمانی" و "بیشترین تقاضا برای برنامه تلویزیونی اکشن و ماجراجویی" در رکوردهای جهانی گینس برده‌است.

## جوایز و نامزدهای بازیگران

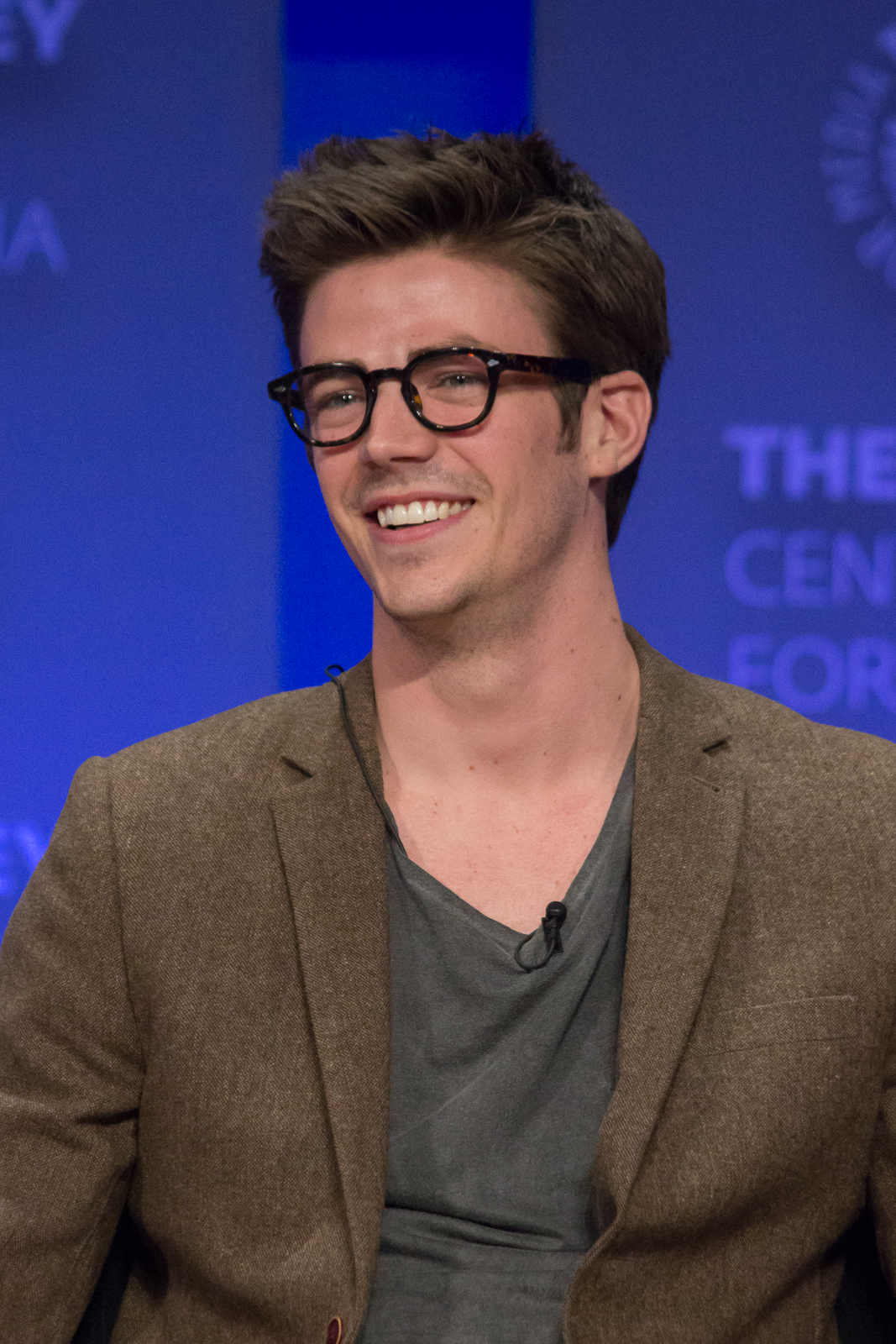
گرانت گاستین موفق‌ترین عضو در بازیگران از نظر جوایز، با کسب ۷ جایزه و دریافت ۲۱ نامزد است.

| بازیگر           | شخصیت‌ها                             | مدت بازی   | نامزدها | جوایز |
| ---------------- | ----------------------------------- | ---------- | ------- | ----- |
| گرانت گاستین     | بری آلن / فلش                       | ۲۰۱۴-اکنون | ۲۸      | ۷     |
| کندیس پتن        | آیریس وست-آلن                       | ۲۰۱۴-اکنون | ۱۱      | ۱     |
| ونتورت میلر      | لئونارد اسنارت / کاپیتان کلد        | ۲۰۱۴–۲۰۱۷  | ۱       | ۱     |
| دانیل پانابیکر   | کیتلین اسنو / کیلر فراست            | ۲۰۱۴-اکنون | ۵       | ۰     |
| تام کاوانا       | هریسون ولز ایوبارد ثاون / فلش-معکوس | ۲۰۱۴-اکنون | ۴       | ۰     |
| امیلی بت ریکاردز | فلیسیتی اسموک                       | ۲۰۱۴–۲۰۱۶  | ۱       | ۰     |
| جسی ال مارتین    | جو وست                              | ۲۰۱۴-اکنون | ۱       | ۰     |
| لوگان ویلیامز    | بری آلن (جوان)                      | ۲۰۱۴–۲۰۱۵  | ۱       | ۰     |
| ویکتور گاربر     | مارتین استاین / فایراستورم          | ۲۰۱۵–۲۰۱۷  | ۱       | ۰     |
| تدی سیرس         | هانتر زولومون / زوم                 | ۲۰۱۵–۲۰۱۶  | ۱       | ۰     |
| هارتلی سایر      | رالف دیبنی / ایلانگیتید-من          | ۲۰۱۷–۲۰۲۰  | ۱       | ۰     |
| پل مک‌گیلیون      | ارل کاکس                            | ۲۰۱۸–۲۰۱۹  | ۱       | ۰     |
| سارا کارتر       | گریس گیبون / سیکادای دوم            | ۲۰۱۹       | ۱       | ۰     |

## جوایز و نامزدها
| Award                                | Year                      | Category                                                                                      | Recipient(s) and nominee(s) | Result    | Ref(s)        |
| ------------------------------------ | ------------------------- | --------------------------------------------------------------------------------------------- | --- | --------- | ------------- |
| BMI Film, TV & Visual Media Awards   | ۲۰۱۵                      | BMI Network Television Music Award                                                            | بلیک نیلی | برنده     | [ ۳ ]         |
| BMI Film, TV & Visual Media Awards   | ۲۰۱۶                      | BMI Network Television Music Award                                                            | بلیک نیلی | برنده     | [ ۴ ]         |
| BMI Film, TV & Visual Media Awards   | ۲۰۱۷                      | BMI Network Television Music Award                                                            | بلیک نیلی | برنده     | [ ۵ ]         |
| BMI Film, TV & Visual Media Awards   | ۲۰۱۸                      | BMI Network Television Music Award                                                            | Nathaniel Blume and بلیک نیلی | برنده     | [ ۶ ]         |
| BMI Film, TV & Visual Media Awards   | ۲۰۱۹                      | BMI Network Television Music Award                                                            | Nathaniel Blume and بلیک نیلی | برنده     | [ ۷ ]         |
| Dragon Awards                        | ۲۰۱۶                      | Best Science Fiction or Fantasy TV Series                                                     | The Flash | نامزدشده  | [ ۸ ]         |
| راتن تومیتوز                         | ۲۰۱۸                      | Best-reviewed Superhero TV Show                                                               | The Flash | 2nd place | [ ۹ ]         |
| رکوردهای جهانی گینس                  | ۲۰۲۰                      | Most in-demand superhero TV show                                                              | The Flash | برنده     | [ ۱ ]         |
| رکوردهای جهانی گینس                  | ۲۰۲۰                      | Most in-demand action and adventure TV show                                                   | The Flash | برنده     | [ ۲ ]         |
| Hollywood Post Alliance Awards       | ۲۰۱۵                      | Outstanding Visual Effects – Television                                                       | Armen V. Kevorkian, Andranik Taranyan, Stefan Bredereck, Jason Shulman, and Gevork Babityan (for " Grodd Lives ") | نامزدشده  | [ ۱۰ ]        |
| Hollywood Post Alliance Awards       | ۲۰۱۶                      | Outstanding Visual Effects – Television                                                       | Armen V. Kevorkian, Thomas J. Conners, Andranik Taranyan, Gevork Babityan, and Jason Shulman (for "Gorilla Warfare") | نامزدشده  | [ ۱۱ ]        |
| جایزه هوگوs                          | ۲۰۱۵                      | Best Dramatic Presentation, Short Form                                                        | اندرو کریزبرگ، جف جانز، گرگ برلانتی، and دیوید ناتر (for "Pilot") | نامزدشده  | [ ۱۲ ]        |
| آی‌جی‌ان                               | ۲۰۱۴                      | Best TV Series                                                                                | The Flash | نامزدشده  | [ ۱۳ ]        |
| آی‌جی‌ان                               | ۲۰۱۴                      | Best Comic Book Adaptation TV                                                                 | The Flash | برنده     | [ ۱۳ ]        |
| آی‌جی‌ان                               | ۲۰۱۴                      | Best TV Hero                                                                                  | گرانت گاستین | برنده     | [ ۱۳ ]        |
| آی‌جی‌ان                               | ۲۰۱۴                      | Best New TV Series                                                                            | The Flash | نامزدشده  | [ ۱۳ ]        |
| آی‌جی‌ان                               | ۲۰۱۵                      | Best Comic Book TV Series                                                                     | The Flash | نامزدشده  | [ ۱۴ ]        |
| آی‌جی‌ان                               | ۲۰۱۵                      | Best TV Hero                                                                                  | گرانت گاستین | نامزدشده  | [ ۱۴ ]        |
| آی‌جی‌ان                               | ۲۰۱۵                      | Best TV Villain                                                                               | تام کاوانا | نامزدشده  | [ ۱۴ ]        |
| آی‌جی‌ان                               | ۲۰۱۶                      | Best Action Series                                                                            | The Flash | نامزدشده  | [ ۱۵ ]        |
| آی‌جی‌ان                               | ۲۰۱۸                      | Best Comic Book TV Series                                                                     | The Flash | نامزدشده  | [ ۱۶ ]        |
| آی‌جی‌ان                               | ۲۰۱۴                      | Best TV Series                                                                                | The Flash | نامزدشده  | [ ۱۳ ]        |
| آی‌جی‌ان                               | ۲۰۱۴                      | Best Comic Book Adaptation TV                                                                 | The Flash | نامزدشده  | [ ۱۳ ]        |
| آی‌جی‌ان                               | ۲۰۱۴                      | Best TV Hero                                                                                  | گرانت گاستین | نامزدشده  | [ ۱۳ ]        |
| آی‌جی‌ان                               | ۲۰۱۴                      | Best New TV Series                                                                            | The Flash | برنده     | [ ۱۳ ]        |
| آی‌جی‌ان                               | ۲۰۱۵                      | Best Comic Book TV Series                                                                     | The Flash | نامزدشده  | [ ۱۴ ]        |
| آی‌جی‌ان                               | ۲۰۱۵                      | Best TV Hero                                                                                  | گرانت گاستین | برنده     | [ ۱۴ ]        |
| آی‌جی‌ان                               | ۲۰۱۵                      | Best TV Villain                                                                               | تام کاوانا | نامزدشده  | [ ۱۴ ]        |
| آی‌جی‌ان                               | ۲۰۱۶                      | Best Action Series                                                                            | The Flash | نامزدشده  | [ ۱۵ ]        |
| International Cinematographers Guild | ۲۰۱۵                      | Maxwell Weinberg Award – Television                                                           | Bonanza Productions, Berlanti Productions and وارنر برادرز تله‌ویژن | نامزدشده  | [ ۱۷ ]        |
| جوایز برگزیده کودکان نیکلودین        | ۲۰۱۵                      | Favorite Family TV Show                                                                       | The Flash | نامزدشده  | [ ۱۸ ]        |
| جوایز برگزیده کودکان نیکلودین        | ۲۰۱۵                      | Favorite TV Actor                                                                             | گرانت گاستین | نامزدشده  | [ ۱۸ ]        |
| جوایز برگزیده کودکان نیکلودین        | جوایز برگزیده کودکان ۲۰۱۶ | Favorite Family TV Show                                                                       | The Flash | نامزدشده  | [ ۱۹ ]        |
| جوایز برگزیده کودکان نیکلودین        | جوایز برگزیده کودکان ۲۰۱۶ | Favorite Male TV Star — Family Show                                                           | گرانت گاستین | نامزدشده  | [ ۱۹ ]        |
| جوایز برگزیده کودکان نیکلودین        | ۲۰۱۷                      | Favorite TV Show – Family Show                                                                | The Flash | نامزدشده  | [ ۲۰ ]        |
| جوایز برگزیده کودکان نیکلودین        | ۲۰۱۸                      | Favorite TV Show                                                                              | The Flash | نامزدشده  | [ ۲۱ ]        |
| جوایز برگزیده کودکان نیکلودین        | ۲۰۱۸                      | Favorite TV Actor                                                                             | گرانت گاستین | نامزدشده  | [ ۲۱ ]        |
| جوایز برگزیده کودکان نیکلودین        | ۲۰۱۹                      | Favorite TV Drama                                                                             | The Flash | نامزدشده  | [ ۲۲ ]        |
| جوایز برگزیده کودکان نیکلودین        | ۲۰۱۹                      | Favorite Male TV Star                                                                         | گرانت گاستین | نامزدشده  | [ ۲۲ ]        |
| جوایز برگزیده کودکان نیکلودین        | ۲۰۲۰                      | Favorite Family TV Show                                                                       | The Flash | نامزدشده  | [ ۲۳ ]        |
| جایزه لیو                            | ۲۰۱۵                      | Best Dramatic Series                                                                          | The Flash | نامزدشده  | [ ۲۴ ]        |
| جایزه لیو                            | ۲۰۱۵                      | Best Direction in a Dramatic Series                                                           | Glen Winter (for "Going Rogue") | نامزدشده  | [ ۲۴ ]        |
| جایزه لیو                            | ۲۰۱۵                      | Best Cinematography in a Dramatic Series                                                      | C. Kim Miles (for "The Man in the Yellow Suit") | نامزدشده  | [ ۲۴ ]        |
| جایزه لیو                            | ۲۰۱۵                      | Best Visual Effects in a Dramatic Series                                                      | Armen V. Kevorkian, James Baldanzi, Keith Hamakawa, Jeremy Jozwik, and Andranik Taranyan (for "Going Rogue") | برنده     | [ ۲۴ ]        |
| جایزه لیو                            | ۲۰۱۵                      | Best Production Design in a Dramatic Series                                                   | Tyler Bishop Harron (for "The Man in the Yellow Suit") | نامزدشده  | [ ۲۴ ]        |
| جایزه لیو                            | ۲۰۱۵                      | Best Make-Up in a Dramatic Series                                                             | Tina Louise Teoli (for "Going Rogue") | نامزدشده  | [ ۲۴ ]        |
| جایزه لیو                            | ۲۰۱۵                      | Best Hairstyling in a Dramatic Series                                                         | Sarah Koppes (for "The Man in the Yellow Suit") | نامزدشده  | [ ۲۴ ]        |
| جایزه لیو                            | ۲۰۱۵                      | Best Guest Performance by a Female in a Dramatic Series                                       | امیلی بت ریکاردز (for "Going Rogue") | نامزدشده  | [ ۲۴ ]        |
| جایزه لیو                            | ۲۰۱۶                      | Best Direction in a Dramatic Series                                                           | J. J. Makaro (for " Enter Zoom ") | نامزدشده  | [ ۲۵ ]        |
| جایزه لیو                            | ۲۰۱۶                      | Best Visual Effects in a Dramatic Series                                                      | Armen V. Kevorkian, James Baldanzi, Thomas James Connors, Gevork Babityan, and Marc Lougee (for "Gorilla Warfare") | برنده     | [ ۲۵ ]        |
| جایزه لیو                            | ۲۰۱۶                      | Best Stunt Coordination in a Dramatic Series                                                  | J. J. Makaro, Jon Kralt (for "Legends Of Today") | نامزدشده  | [ ۲۵ ]        |
| جایزه لیو                            | ۲۰۱۷                      | Best Visual Effects in a Dramatic Series                                                      | Armen V. Kevorkian, James Baldanzi, Thomas Connors, Gevork Babityan, and Marc Lougee (for "King Shark") | برنده     | [ ۲۶ ]        |
| جایزه لیو                            | ۲۰۱۸                      | Best Visual Effects in a Dramatic Series                                                      | Armen V. Kevorkian, Marc Lougee, James Baldanzi, Andranik Taranyan, and Shirak Agresta (for "I Know Who You Are") | برنده     | [ ۲۷ ]        |
| جایزه لیو                            | ۲۰۱۹                      | Best Guest Performance by a Male in a Dramatic Series                                         | پل مک‌گیلیون (for "True Colors") | نامزدشده  | [ ۲۸ ]        |
| جایزه لیو                            | ۲۰۱۹                      | Best Visual Effects in a Dramatic Series                                                      | Armen V. Kevorkian, Joshua Spivack, Marc Lougee, Shirak Agresta, Andranik Taranyan (for "We Are the Flash") | برنده     | [ ۲۸ ]        |
| جایزه لیو                            | ۲۰۲۰                      | Best Visual Effects in a Dramatic Series                                                      | Armen V. Kevorkian, Josh Spivack, Andranik Taranyan, Shirak Agresta, and Marc Lougee (for " King Shark vs. Gorilla Grodd ") | در انتظار | [ ۲۹ ]        |
| جایزه سینمایی و تلویزیونی ام‌تی‌وی     | ۲۰۱۷                      | جایزه سینمایی ام‌تی‌وی برای بهترین قهرمان                                                       | گرانت گاستین | نامزدشده  | [ ۳۰ ]        |
| جایزه سینمایی و تلویزیونی ام‌تی‌وی     | ۲۰۱۸                      | جایزه سینمایی ام‌تی‌وی برای بهترین قهرمان                                                       | گرانت گاستین | نامزدشده  | [ ۳۱ ]        |
| جایزه برگزیده مردم                   | ۲۰۱۵                      | Favorite New TV Drama                                                                         | The Flash | برنده     | [ ۳۲ ]        |
| جایزه برگزیده مردم                   | ۲۰۱۷                      | Favorite Network TV Sci-Fi/Fantasy                                                            | The Flash | نامزدشده  | [ ۳۳ ]        |
| جایزه برگزیده مردم                   | ۲۰۱۹                      | The Sci-Fi/Fantasy Show of 2019                                                               | The Flash | نامزدشده  | [ ۳۴ ]        |
| انترتینمنت ویکلی                     | ۲۰۱۵                      | Best Actor, Drama                                                                             | گرانت گاستین | نامزدشده  | [ ۳۵ ]        |
| انترتینمنت ویکلی                     | ۲۰۱۶                      | Best Supporting Actor, Drama                                                                  | جسی ال مارتین | نامزدشده  | [ ۳۶ ]        |
| جایزه امی ساعات پربینندهs            | ۲۰۱۵                      | Outstanding Special Visual Effects                                                            | Armen V. Kevorkian, James Baldanzi, Keith Hamakawa, Jason Shulman, Stefan Bredereck, Kurt Smith, Lorenzo Mastrobuono, Andranik Taranyan, and Gevork Babityan (for " Grodd Lives ")                                                                                         | نامزدشده  | [ ۳۷ ]        |
| جایزه ساترن                          | ۲۰۱۵                      | Best Superhero Adaption Television Series                                                     | The Flash | برنده     | [ ۳۸ ] [ ۳۹ ] |
| جایزه ساترن                          | ۲۰۱۵                      | Breakthrough Performance                                                                      | گرانت گاستین | برنده     | [ ۳۸ ] [ ۳۹ ] |
| جایزه ساترن                          | ۲۰۱۵                      | Best Actor on Television                                                                      | گرانت گاستین | نامزدشده  | [ ۳۸ ] [ ۳۹ ] |
| جایزه ساترن                          | ۲۰۱۵                      | Best Guest Star on Television                                                                 | ونتورت میلر | برنده     | [ ۳۸ ] [ ۳۹ ] |
| جایزه ساترن                          | ۲۰۱۶                      | Best Superhero Adaption Television Series                                                     | The Flash | برنده     | [ ۴۰ ] [ ۴۱ ] |
| جایزه ساترن                          | ۲۰۱۶                      | Best Actor on Television                                                                      | گرانت گاستین | نامزدشده  | [ ۴۰ ] [ ۴۱ ] |
| جایزه ساترن                          | ۲۰۱۶                      | Best Guest Star on Television                                                                 | ویکتور گاربر | نامزدشده  | [ ۴۰ ] [ ۴۱ ] |
| جایزه ساترن                          | ۲۰۱۷                      | Best Superhero Adaption Television Series                                                     | The Flash | نامزدشده  | [ ۴۲ ] [ ۴۳ ] |
| جایزه ساترن                          | ۲۰۱۷                      | Best Actor on Television                                                                      | گرانت گاستین | نامزدشده  | [ ۴۲ ] [ ۴۳ ] |
| جایزه ساترن                          | ۲۰۱۷                      | Best Supporting Actress on Television                                                         | کندیس پتن | برنده     | [ ۴۲ ] [ ۴۳ ] |
| جایزه ساترن                          | ۲۰۱۸                      | Best Superhero Television Series                                                              | The Flash | برنده     | [ ۴۴ ] [ ۴۵ ] |
| جایزه ساترن                          | ۲۰۱۸                      | Best Supporting Actress on Television                                                         | کندیس پتن | نامزدشده  | [ ۴۴ ] [ ۴۵ ] |
| جایزه ساترن                          | ۲۰۱۸                      | Best Guest Starring Role on Television                                                        | هارتلی سایر | نامزدشده  | [ ۴۴ ] [ ۴۵ ] |
| جایزه ساترن                          | ۲۰۱۹                      | Best Superhero Television Series                                                              | The Flash | نامزدشده  | [ ۴۶ ]        |
| جایزه ساترن                          | ۲۰۱۹                      | Best Actor on a Television Series                                                             | گرانت گاستین | نامزدشده  | [ ۴۶ ]        |
| جایزه ساترن                          | ۲۰۱۹                      | Best Actress on a Television Series                                                           | کندیس پتن | نامزدشده  | [ ۴۶ ]        |
| اس‌اف‌ایکس (مجله)                      | ۲۰۱۵                      | Best Actor                                                                                    | گرانت گاستین | نامزدشده  | [ ۴۷ ]        |
| اس‌اف‌ایکس (مجله)                      | ۲۰۱۵                      | Best TV Show                                                                                  | The Flash | نامزدشده  | [ ۴۷ ]        |
| اس‌اف‌ایکس (مجله)                      | ۲۰۱۵                      | Best New TV Show                                                                              | The Flash | نامزدشده  | [ ۴۷ ]        |
| اس‌اف‌ایکس (مجله)                      | ۲۰۱۵                      | Best TV Episode                                                                               | "Flash vs. Arrow" | نامزدشده  | [ ۴۷ ]        |
| اس‌اف‌ایکس (مجله)                      | ۲۰۱۵                      | Best Villain                                                                                  | تام کاوانا as ایوبارد ثاون (ارو ورس) | نامزدشده  | [ ۴۷ ]        |
| جوایز تی‌سی‌ای                         | ۲۰۱۵                      | Outstanding New Program                                                                       | The Flash | نامزدشده  | [ ۴۸ ]        |
| جوایز برگزیده نوجوانان               | ۲۰۱۵                      | Choice TV Actress – Fantasy/Sci-Fi                                                            | دانیل پانابیکر | نامزدشده  | [ ۴۹ ]        |
| جوایز برگزیده نوجوانان               | ۲۰۱۵                      | Choice TV – Breakout Star                                                                     | گرانت گاستین | برنده     | [ ۴۹ ]        |
| جوایز برگزیده نوجوانان               | ۲۰۱۵                      | Choice TV – Breakout Star                                                                     | کندیس پتن | نامزدشده  | [ ۴۹ ]        |
| جوایز برگزیده نوجوانان               | ۲۰۱۵                      | Choice TV – Chemistry                                                                         | گرانت گاستین and کندیس پتن | نامزدشده  | [ ۴۹ ]        |
| جوایز برگزیده نوجوانان               | ۲۰۱۵                      | Choice TV – Liplock                                                                           | گرانت گاستین and کندیس پتن | نامزدشده  | [ ۴۹ ]        |
| جوایز برگزیده نوجوانان               | ۲۰۱۵                      | Choice TV – Villain                                                                           | تام کاوانا | نامزدشده  | [ ۴۹ ]        |
| جوایز برگزیده نوجوانان               | ۲۰۱۶                      | Choice TV Actor: Fantasy/Sci-Fi                                                               | گرانت گاستین | برنده     | [ ۵۰ ]        |
| جوایز برگزیده نوجوانان               | ۲۰۱۶                      | Choice TV Actress: Fantasy/Sci-Fi                                                             | دانیل پانابیکر | نامزدشده  | [ ۵۰ ]        |
| جوایز برگزیده نوجوانان               | ۲۰۱۶                      | Choice TV Show: Fantasy/Sci-Fi                                                                | The Flash | نامزدشده  | [ ۵۰ ]        |
| جوایز برگزیده نوجوانان               | ۲۰۱۶                      | Choice TV: Chemistry                                                                          | کندیس پتن and گرانت گاستین | نامزدشده  | [ ۵۰ ]        |
| جوایز برگزیده نوجوانان               | ۲۰۱۶                      | Choice TV: Liplock                                                                            | کندیس پتن and گرانت گاستین | نامزدشده  | [ ۵۰ ]        |
| جوایز برگزیده نوجوانان               | ۲۰۱۶                      | Choice TV: Villain                                                                            | تدی سیرس | نامزدشده  | [ ۵۰ ]        |
| جوایز برگزیده نوجوانان               | ۲۰۱۷                      | Choice Action TV Actor                                                                        | گرانت گاستین | برنده     | [ ۵۱ ]        |
| جوایز برگزیده نوجوانان               | ۲۰۱۷                      | Choice Action TV Actress                                                                      | کندیس پتن | نامزدشده  | [ ۵۱ ]        |
| جوایز برگزیده نوجوانان               | ۲۰۱۷                      | Choice Action TV Actress                                                                      | دانیل پانابیکر | نامزدشده  | [ ۵۱ ]        |
| جوایز برگزیده نوجوانان               | ۲۰۱۷                      | Choice Action TV Show                                                                         | The Flash | برنده     | [ ۵۱ ]        |
| جوایز برگزیده نوجوانان               | ۲۰۱۷                      | Choice TV Villain                                                                             | گرانت گاستین | نامزدشده  | [ ۵۱ ]        |
| جوایز برگزیده نوجوانان               | ۲۰۱۸                      | Choice Action TV Actor                                                                        | گرانت گاستین | برنده     | [ ۵۲ ]        |
| جوایز برگزیده نوجوانان               | ۲۰۱۸                      | Choice Action TV Actress                                                                      | کندیس پتن | نامزدشده  | [ ۵۲ ]        |
| جوایز برگزیده نوجوانان               | ۲۰۱۸                      | Choice Action TV Actress                                                                      | دانیل پانابیکر | نامزدشده  | [ ۵۲ ]        |
| جوایز برگزیده نوجوانان               | ۲۰۱۸                      | Choice Action TV Show                                                                         | The Flash | برنده     | [ ۵۲ ]        |
| جوایز برگزیده نوجوانان               | ۲۰۱۸                      | Choice TV Ship                                                                                | گرانت گاستین and کندیس پتن | نامزدشده  | [ ۵۲ ]        |
| جوایز برگزیده نوجوانان               | ۲۰۱۹                      | Choice Action TV Actor                                                                        | گرانت گاستین | نامزدشده  | [ ۵۳ ]        |
| جوایز برگزیده نوجوانان               | ۲۰۱۹                      | Choice Action TV Actress                                                                      | کندیس پتن | نامزدشده  | [ ۵۳ ]        |
| جوایز برگزیده نوجوانان               | ۲۰۱۹                      | Choice Action TV Actress                                                                      | دانیل پانابیکر | نامزدشده  | [ ۵۳ ]        |
| جوایز برگزیده نوجوانان               | ۲۰۱۹                      | Choice Action TV Show                                                                         | The Flash | نامزدشده  | [ ۵۳ ]        |
| جوایز برگزیده نوجوانان               | ۲۰۱۹                      | Choice TV Villain                                                                             | سارا کارتر | نامزدشده  | [ ۵۳ ]        |
| TV Guide Awards                      | ۲۰۱۴                      | Favorite New Show                                                                             | The Flash | برنده     | [ ۵۴ ]        |
| جایزه اکترا                          | ۲۰۱۵                      | Best Emerging Performer                                                                       | Logan Williams | نامزدشده  | [ ۵۵ ]        |
| جایزه اکترا                          | ۲۰۱۵                      | Best Stunt                                                                                    | Brent Connolly | نامزدشده  | [ ۵۵ ]        |
| جایزه اکترا                          | ۲۰۱۵                      | Best Stunt                                                                                    | David Jacox | نامزدشده  | [ ۵۵ ]        |
| جایزه اکترا                          | ۲۰۱۵                      | Best Stunt                                                                                    | Cody Laudan | نامزدشده  | [ ۵۵ ]        |
| جایزه اکترا                          | ۲۰۱۵                      | Best Stunt                                                                                    | Yusuf Ahmed | نامزدشده  | [ ۵۵ ]        |
| جایزه اکترا                          | ۲۰۱۶                      | Best Stunt                                                                                    | Leif Havdale (for "Legends of Today") | نامزدشده  | [ ۵۶ ]        |
| جایزه اکترا                          | ۲۰۱۸                      | Best Stunt                                                                                    | Jon Kralt, Trevor Addie, Chad Bellamy, Adam Chase, Mark Chin, Ken Do, Lucius Fairburn, Kevin Fortin, Kevin Haaland, Zen Humpage, Cody Laudan, Brian Lydiatt, James Mowat, Ryan Moss, Jesse Pierce, Matt Reimer, Shawn Robidoux, Chris Webb, and Mike Wu (for "Think Fast") | نامزدشده  | [ ۵۷ ]        |
| جایزه اکترا                          | ۲۰۱۹                      | Best Stunt                                                                                    | Jon Kralt and Adrian Hein (for "Legacy") | نامزدشده  | [ ۵۸ ]        |
| Visual Effects Society Awards        | ۲۰۱۵                      | Outstanding Visual Effects in a Visual Effects-Driven Photoreal/Live Action Broadcast Program | The Flash | نامزدشده  | [ ۵۹ ]        |

## یادداشت
1. ↑  Indicates the year of ceremony.